# کوشک زر
کوشک زر محله‌ای قدیمی در فاز 6 شهر مهستان از توابع بخش مرکزی شهرستان ساوجبلاغ در استان البرز ایران است. این محله در ابتدا روستایی مستقل، سپس جزء شهر کوهسار بوده که در سال ۱۳۹۳ این منطقه به شهرداری شهر جدید مهستان الحاق گردید.
مردم کوشک زر به زبان تاتی سخن می‌گویند.

## جمعیت
براساس سرشماری مرکز آمار ایران در سال ۱۳۹۵، جمعیت آن ۸۵۵ نفر بوده‌است.